# جان كولمان
جان كولمان (بالإنجليزية: Jean Coleman) هي عداءة سريعة أسترالية، ولدت في 9 نوفمبر 1918 في Boggabri ‏ في أستراليا، وتوفيت في 13 ديسمبر 2008.

## روابط خارجية
- جان كولمان على موقع النتائج التاريخية لألعاب القوى الأسترالية (الإنجليزية)